# Umberto Baldini
Umberto Baldini (9 de noviembre de 1921-16 de agosto de 2006) fue un historiador del arte y especialista en la teoría de la restauración.
Obtuvo una licenciatura en historia del arte con el profesor Mario Salmi, entró en el servicio como inspector de la Soprintendenza de Florencia, y en 1949 se convirtió en director de departamento de restauración. Como tal, se encargó de gestionar la emergencia de la Inundación de Florencia de 1966 que dañó muchas obras maestras. El resultado de estas intervenciones consagró al mundo las técnicas y la metodología de la llamada "escuela florentina" de restauración.
En 1970 se convirtió en el primer director del Opificio delle Pietre Dure. De 1983 a 1987 fue director del Istituto Centrale per il Restauro (ahora el Istituto Superiore per la Conservazione ed il Restauro) en Roma y, en estos años, dirigió la restauración de la Capilla Brancacci en la Iglesia de Santa María del Carmine en Florencia.
Luego fue nombrado presidente de la Università Internazionale dell'Arte en Forence y director del Museo Horne, también en Florencia.

## Publicioness
- Teoría de la restauración y unidad metodológica´. Madrid, Editorial Nerea, 1997.
- Metodo e Scienza: operatività e ricerca nel restauro. Florence, Sansoni, 1982.
- Masaccio. Electa, 2001.